# Harpalyce
Harpalyce é um género botânico pertencente à família Fabaceae.